# Sant Pere del Burgal

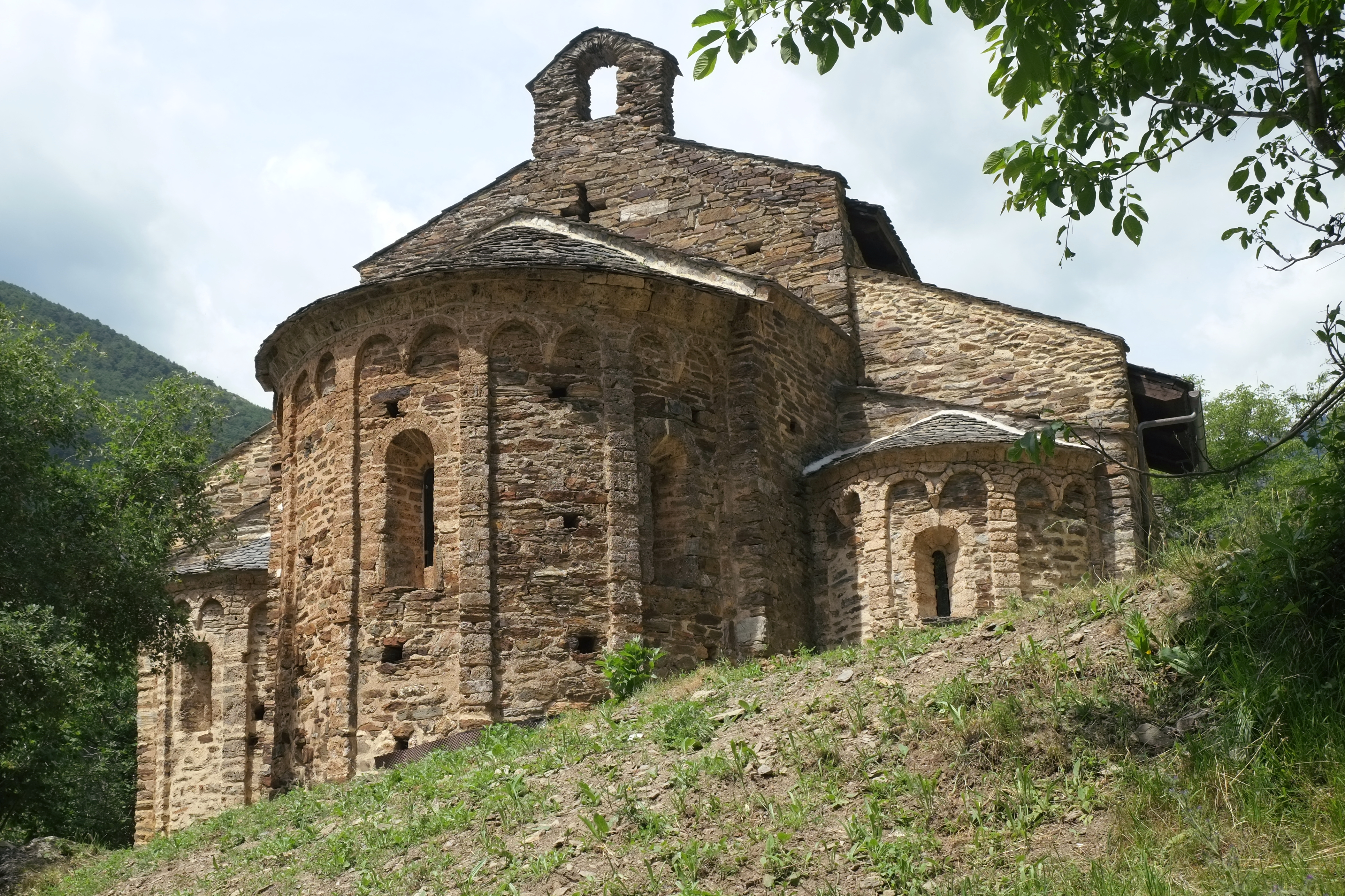
Sant Pere del Burgal

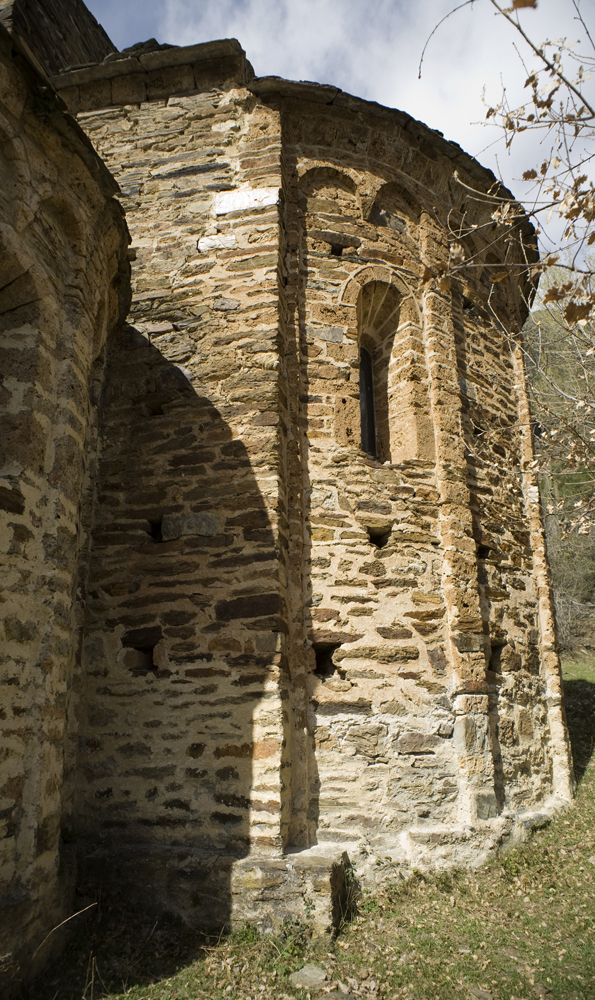
Ostapsis

Sant Pere del Burgal ist ein ehemaliges Benediktinerkloster aus dem 9. Jahrhundert. Es liegt in der Nähe des Ortes Escaló und gehört zur Gemeinde La Guingueta d’Àneu in der Comarca Pallars Sobirà in der Provinz Lleida der spanischen Autonomen Gemeinschaft Katalonien. Von den Klostergebäuden ist bis auf wenige Mauerreste nur noch die Kirche erhalten. Die ursprünglichen Wandmalereien der Apsis sind heute durch Kopien ersetzt. Sie wurden 1932 abgetragen und werden seitdem im Museu Nacional d’Art de Catalunya in Barcelona aufbewahrt. Im Jahr 1951 wurde die Kirche zum Bé Cultural d’Interès Nacional (BCIN) (Kulturgut von nationaler Bedeutung) erklärt.

## Geschichte
Die erste Erwähnung des Klosters findet sich in einer Urkunde des Grafen Raimund I. von Toulouse aus dem Jahr 859. Schon bald wurde Sant Pere del Burgal dem zwölf Kilometer südlich von Sort gelegenen Kloster Santa Maria de Gerri unterstellt. In der Mitte des 10. Jahrhunderts wird eine Äbtissin Ermengarda erwähnt, als Sant Pere del Burgal für kurze Zeit in ein Frauenkloster umgewandelt worden war. Im 11. Jahrhundert geriet das Kloster in die Abhängigkeit der 30 Kilometer südöstlich von Carcassonne gelegenen Abtei Sainte-Marie de Lagrasse, zu deren Priorat es wurde. Im Jahr 1570 war das Kloster verfallen und es wurde aufgehoben. 1770 kam Sant Pere del Burgal erneut zum Kloster von Gerri, 1835 erfolgte die endgültige Auflösung.

## Architektur
Die Kirche ist als dreischiffige Basilika angelegt. Sie besaß eine Doppelchoranlage, wie sie in der karolingischen Architektur üblich war. Beispiele für Kirchen mit Ost- und Westchor in Spanien sind die Kirchen von San Cebrián de Mazote und Santiago de Peñalba. Der Westchor war zweigeschossig, im unteren Bereich war ein Altar aufgestellt. Heute ist nur noch der dreiteilige Ostchor erhalten. Dieser wurde in eine Kapelle umgewandelt und ist der einzige überdachte Gebäudeteil. Über den Bögen des Hauptschiffs sind an den Wänden noch die Öffnungen zu erkennen, in denen die Holzdecke verankert war.

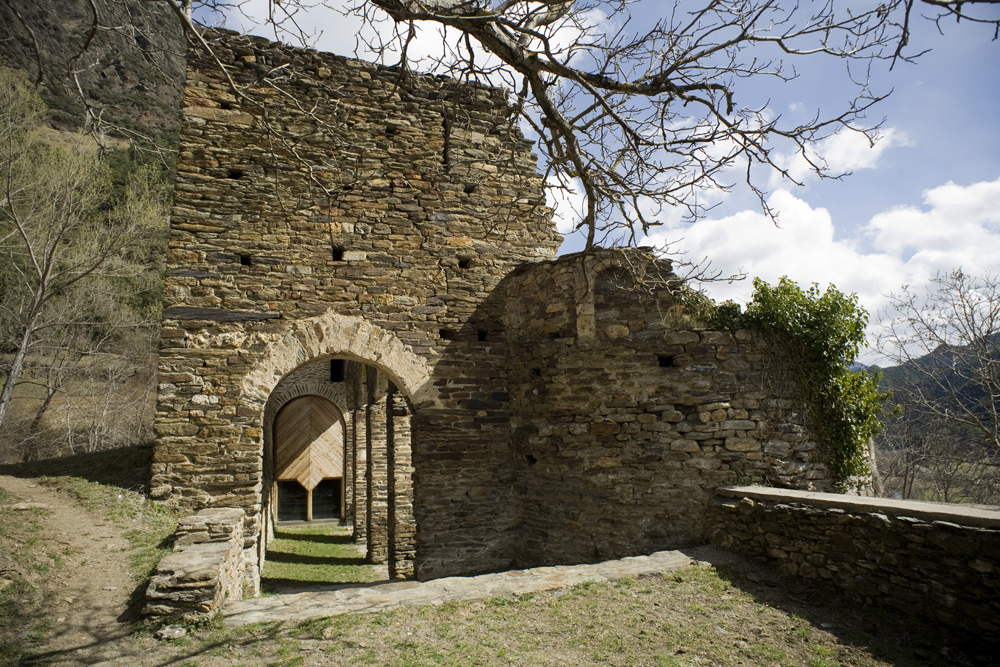
Ansicht von Westen
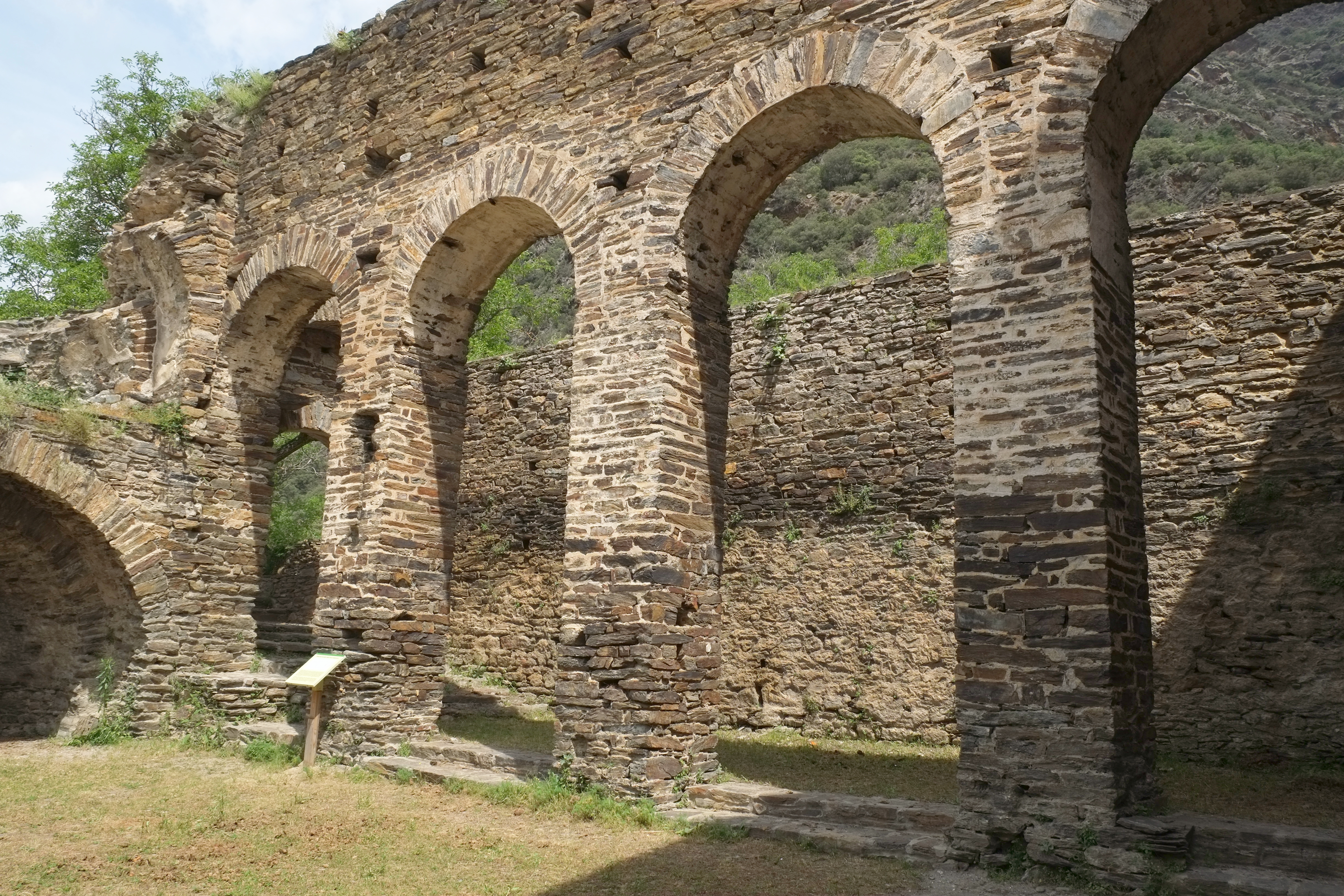
Mittelschiffarkaden

## Wandmalerei
Die Wand- und Deckenmalereien der Apsis sind vor Ort als Reproduktionen zu sehen. Die Malereien werden in das 11. und 12. Jahrhundert datiert und dem Meister von Pedret zugeschrieben. Sie gelten neben den Wandmalereien von Sant Quirze de Pedret, Santa Maria d’Àneu und Sant Pere d’Àger als die bedeutendsten aus dieser Werkstatt.
Das Zentrum der Apsiskalotte nimmt eine Majestas-Domini-Darstellung ein, die allerdings stark beschädigt ist. Nur noch die Füße Jesu und der untere Teil der Mandorla sind zu erkennen. Links sind der Prophet Jesaja und der Erzengel Gabriel dargestellt, rechts der Prophet Ezechiel und der Erzengel Michael. Auf der Ebene darunter ist Maria von fünf mit Heiligenscheinen versehenen Personen umgeben. Der Apostel Petrus ist an seinen Schlüsseln zu erkennen, der Apostel Paulus an seiner Glatze. Johannes der Täufer hält eine Schale mit dem Lamm Gottes in der Hand. Die weibliche Figur auf der rechten Seite unten stellt die Gräfin Llúcia de Pallars dar.

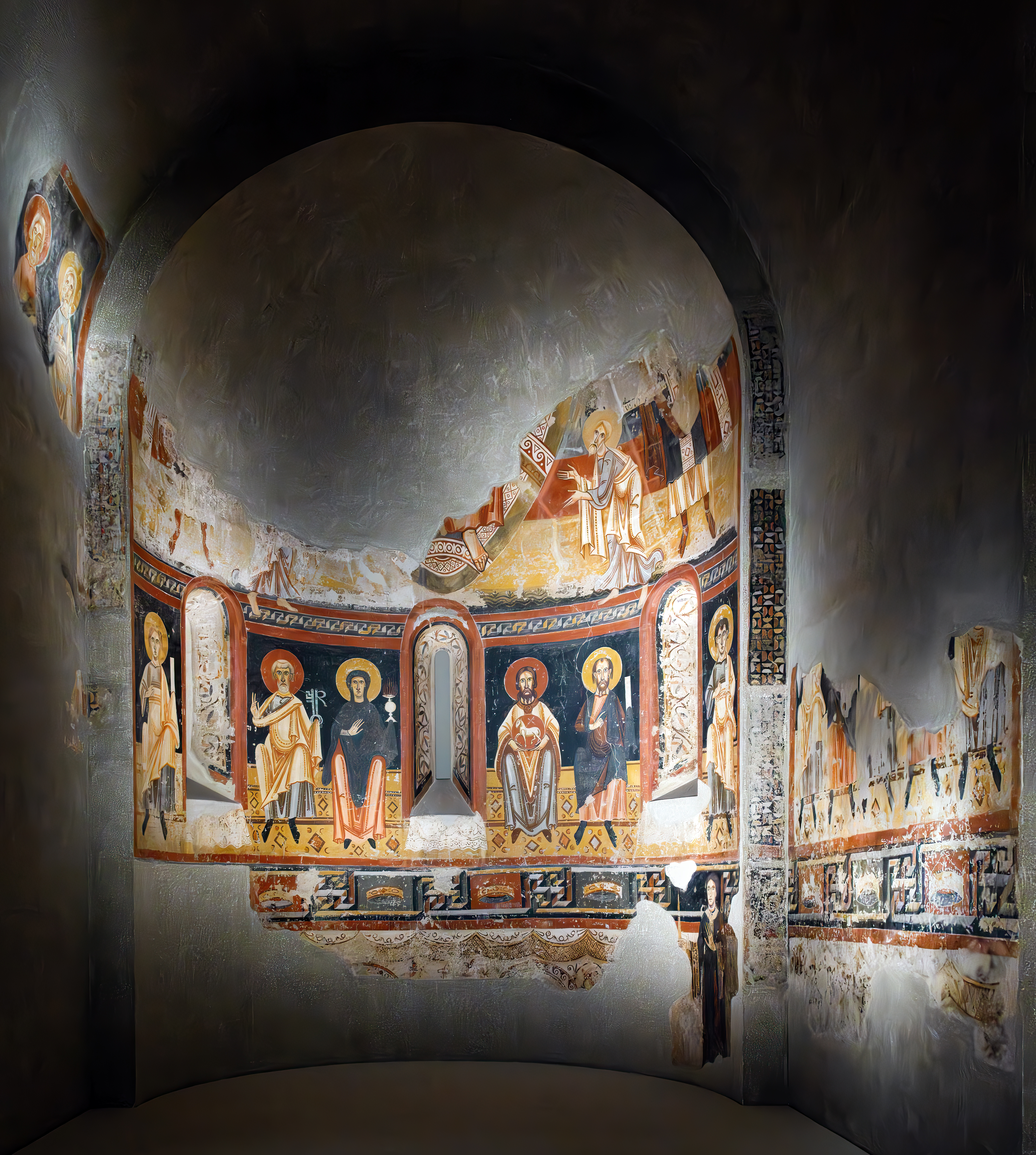
Wandmalereien in der Apsis
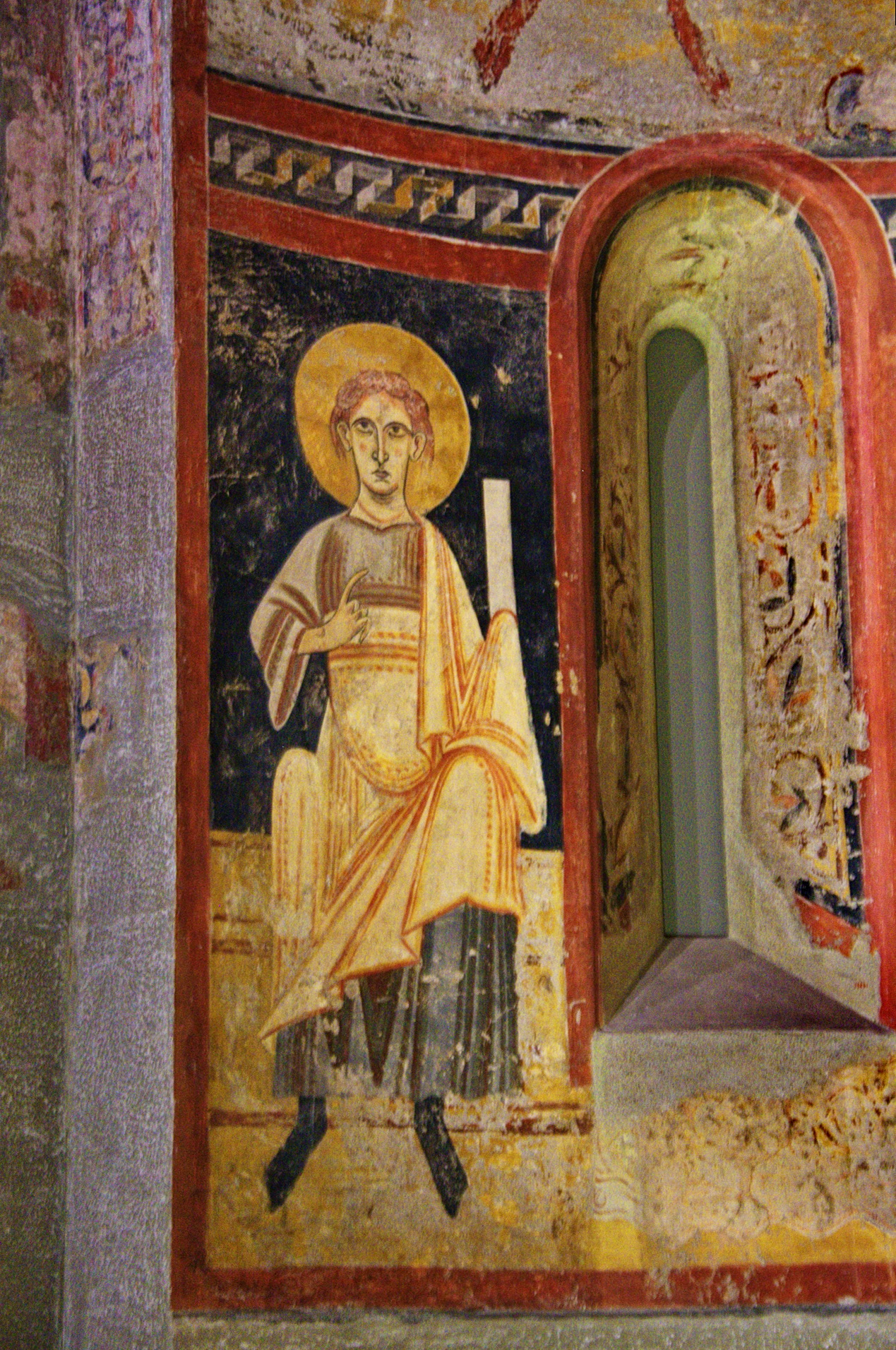
Apostel
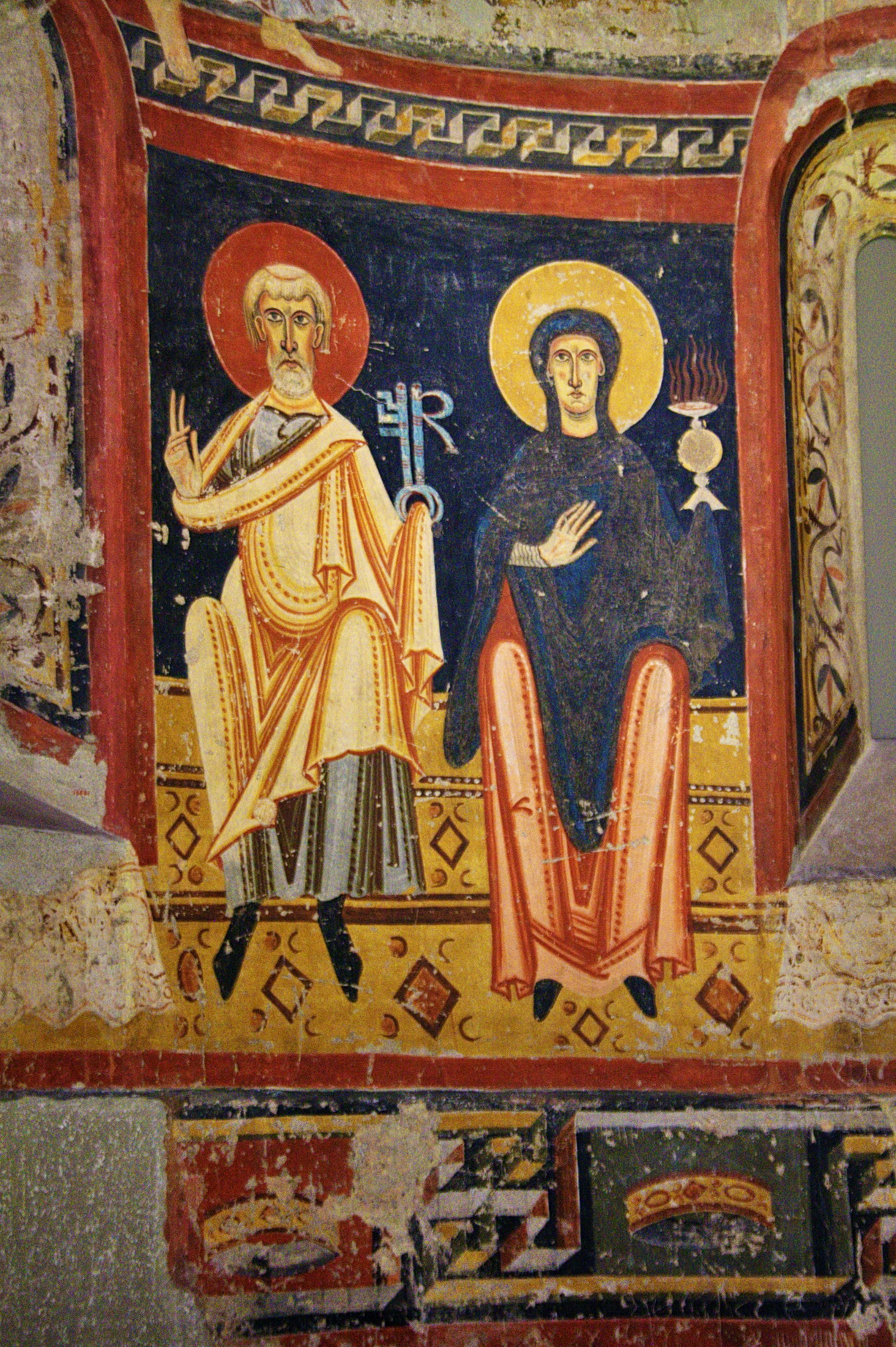
Apostel Petrus und Apostel Johannes (?)
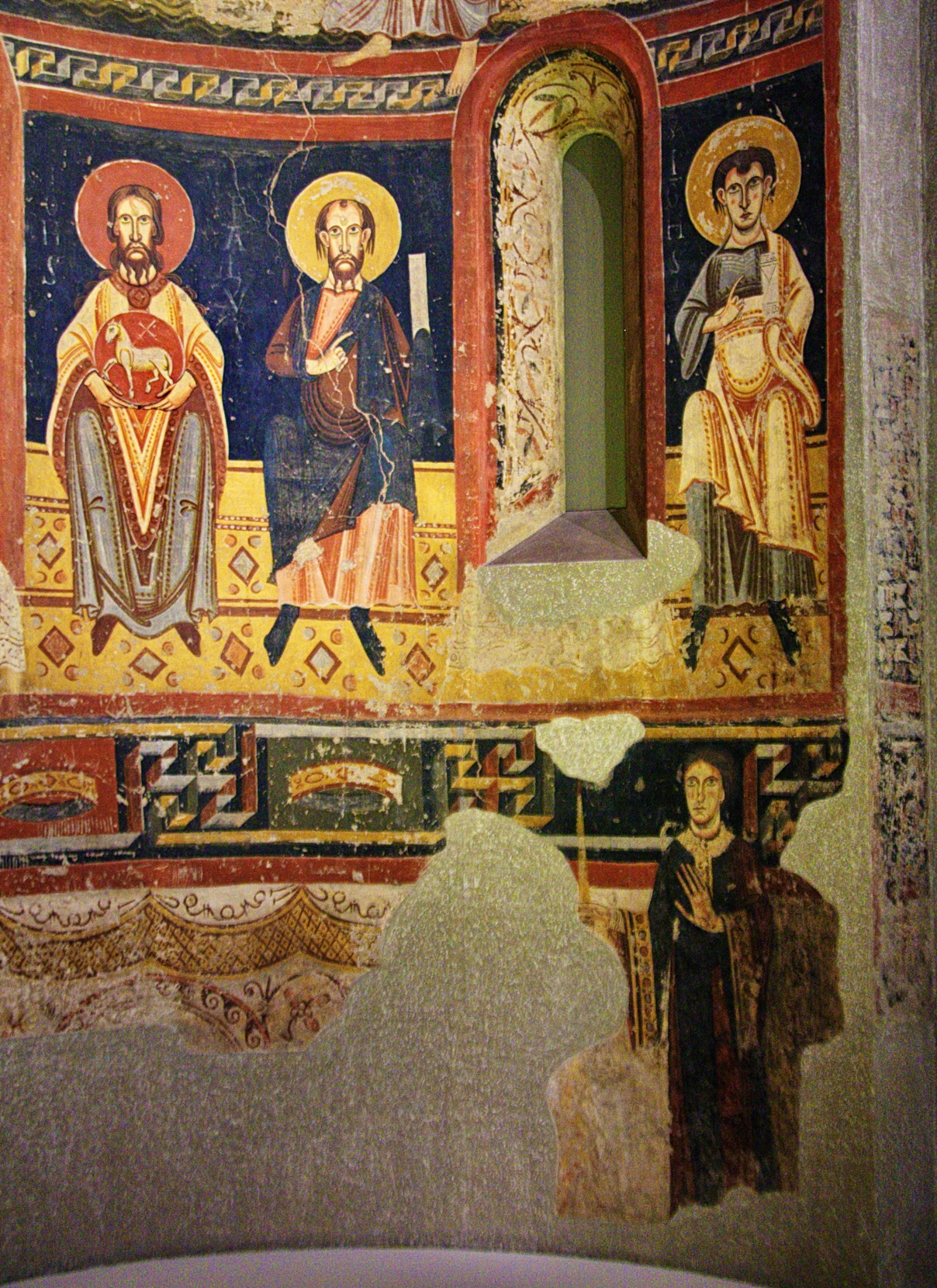
Johannes der Täufer, Apostel Paulus und ein weiterer Apostel
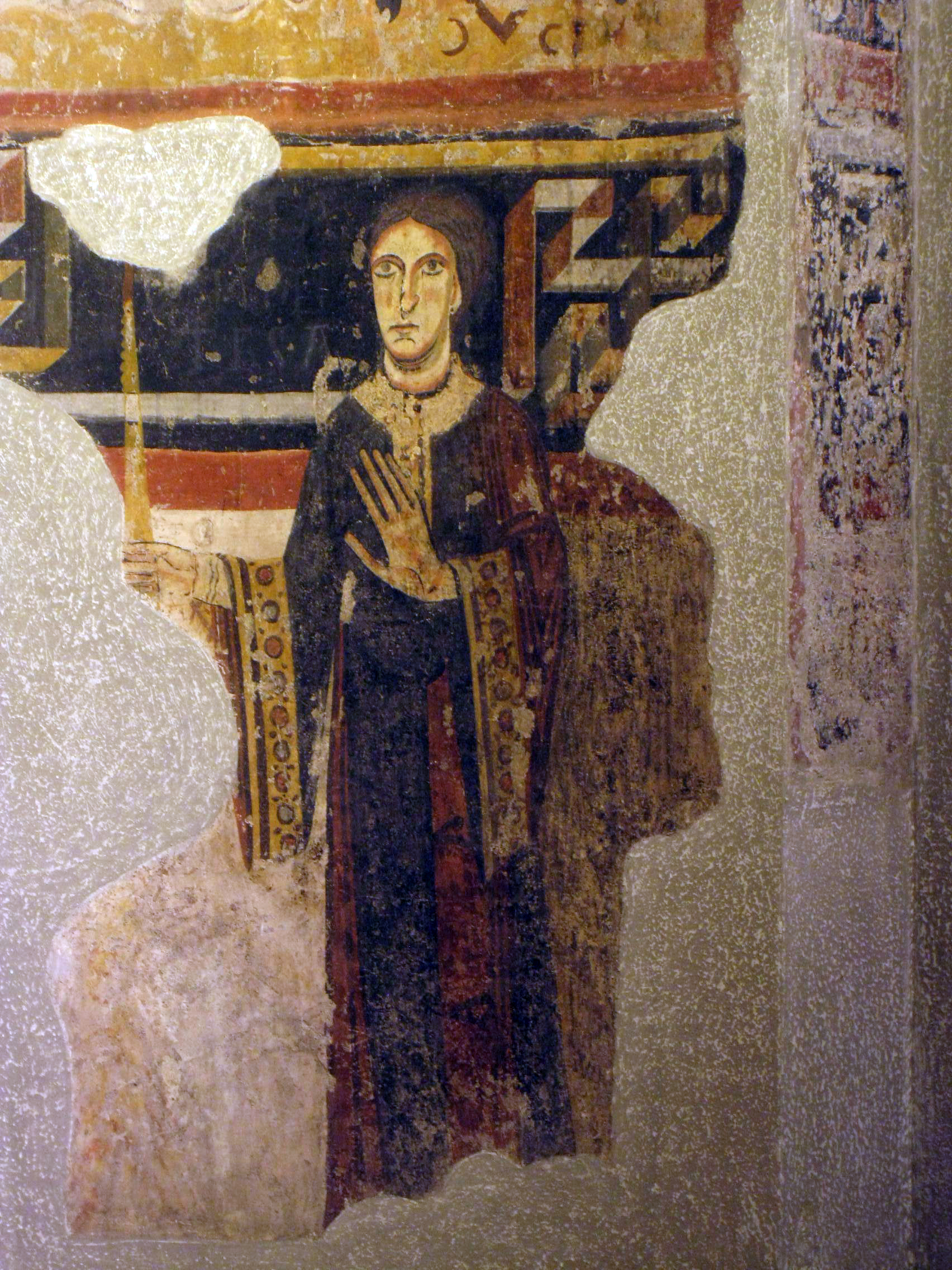
Gräfin Llúcia de Pallars

## Trivia
Das Kloster, vor allem seine Auflösung 1570, spielt eine große Rolle in dem Roman Jo confesso, deutsch Das Schweigen des Sammler, von Jaume Cabré.